# Jocs Mediterranis de 1975
Els setens Jocs Mediterranis es van celebrar a Alger (Algèria), del 23 d'agost al 6 de setembre de 1975.
Hi participaren un total de 2.444 esportistes (2.095 homes i 349 dones) en representació de 15 estats mediterranis. Es disputaren un total de 160 competicions de 19 esports.

## Medaller
| Pos. | Estat      | Or | Plata | Bronze | Total |
| ---- | ---------- | -- | ----- | ------ | ----- |
| 1    | Itàlia     | 51 | 40    | 36     | 127   |
| 2    | França     | 31 | 25    | 23     | 79    |
| 3    | Iugoslàvia | 24 | 17    | 23     | 64    |
| 4    | Espanya    | 14 | 28    | 28     | 70    |
| 5    | Turquia    | 12 | 11    | 8      | 31    |
| 6    | Grècia     | 9  | 12    | 16     | 37    |
| 7    | Egipte     | 6  | 12    | 15     | 33    |
| 8    | Algèria    | 4  | 7     | 9      | 20    |
| 9    | Síria      | 3  | 2     | 11     | 16    |
| 10   | Tunísia    | 3  | 2     | 1      | 6     |
| 11   | Líban      | 3  | 0     | 2      | 5     |
| 12   | Marroc     | 0  | 4     | 5      | 9     |
| 13   | Líbia      | 0  | 1     | 1      | 2     |